# 19-es busz (Salgótarján)
A salgótarjáni 19-es busz Salgóbánya és az Ipari park között közlekedik. A járatokat szóló buszok szolgálják ki. Menetideje változó, általában 52 perc, ha azonban Somoskőbe, Somoskőújfaluba az országhatárhoz és Kotyházára betérnek a járatok, akkor a menetidő 66 perc is lehet.